# Union Pacific (film)
Union Pacific – amerykański western z 1939 roku w reżyserii Cecila B. DeMille’a. Zdjęcia kręcono w stanach Iowa, Kalifornia, Oklahoma i Utah.

## Obsada
- Barbara Stanwyck – Mollie Monahan
- Joel McCrea – kpt. Jeff Butler
- Akim Tamiroff – Fiesta
- Robert Preston – Dick Allen
- Lynne Overman – Leach Overmile
- Brian Donlevy – Sid Campeau
- Robert Barrat – Duke Ring
- Anthony Quinn – Jack Cordray
- Stanley Ridges – John S. Casement
- Henry Kolker – Asa M. Barrows (bankier)
- Francis McDonald – gen. Grenville Dodge
- Willard Robertson – Oakes Ames
- Harold Goodwin – E.E. Calvin (telegrafista)
- Evelyn Keyes – Pani Calvin
- Richard Lane – Sam Reed
- Emory Parnell – brygadzista